# AgustaWestland AW101
Der AgustaWestland AW101, bis 2007 EH101 genannt, ist ein mittelschwerer militärischer Transporthubschrauber, der als Gemeinschaftsunternehmung von Agusta in Italien und Westland Helicopters in England entwickelt wurde. Er wird seit 2000 in mehreren Ländern in Dienst gestellt. Auf Basis der militärischen wurde später auch eine zivile Version entwickelt.
Hersteller ist der italienische Rüstungskonzern Leonardo.

## Entwicklung

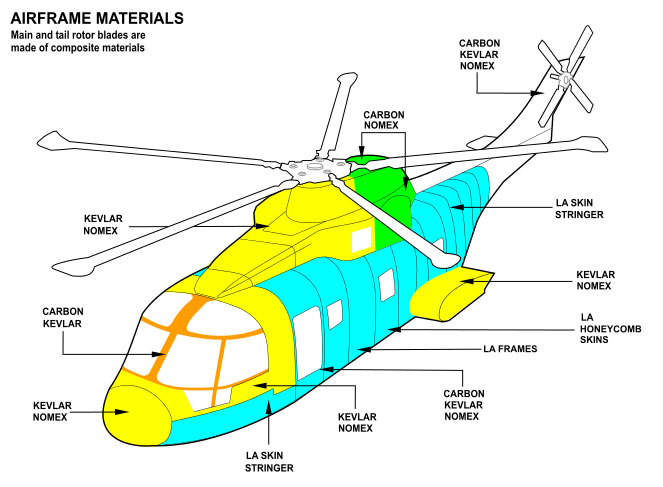
Für den AW101 verwendete Materialien

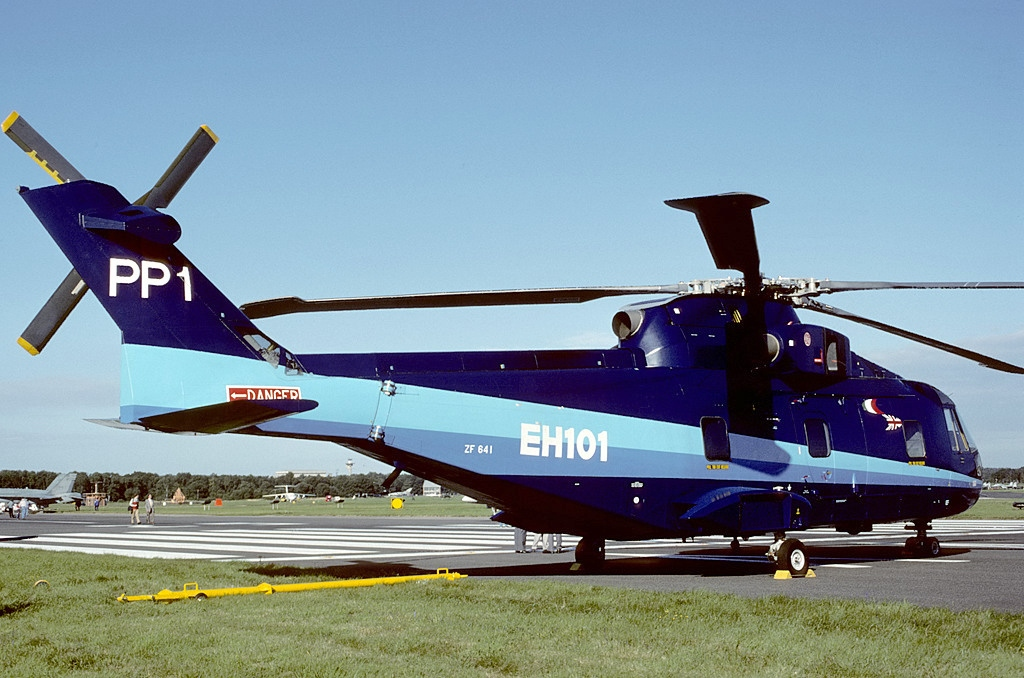
Der Prototyp im Jahr 1988 in Farnborough

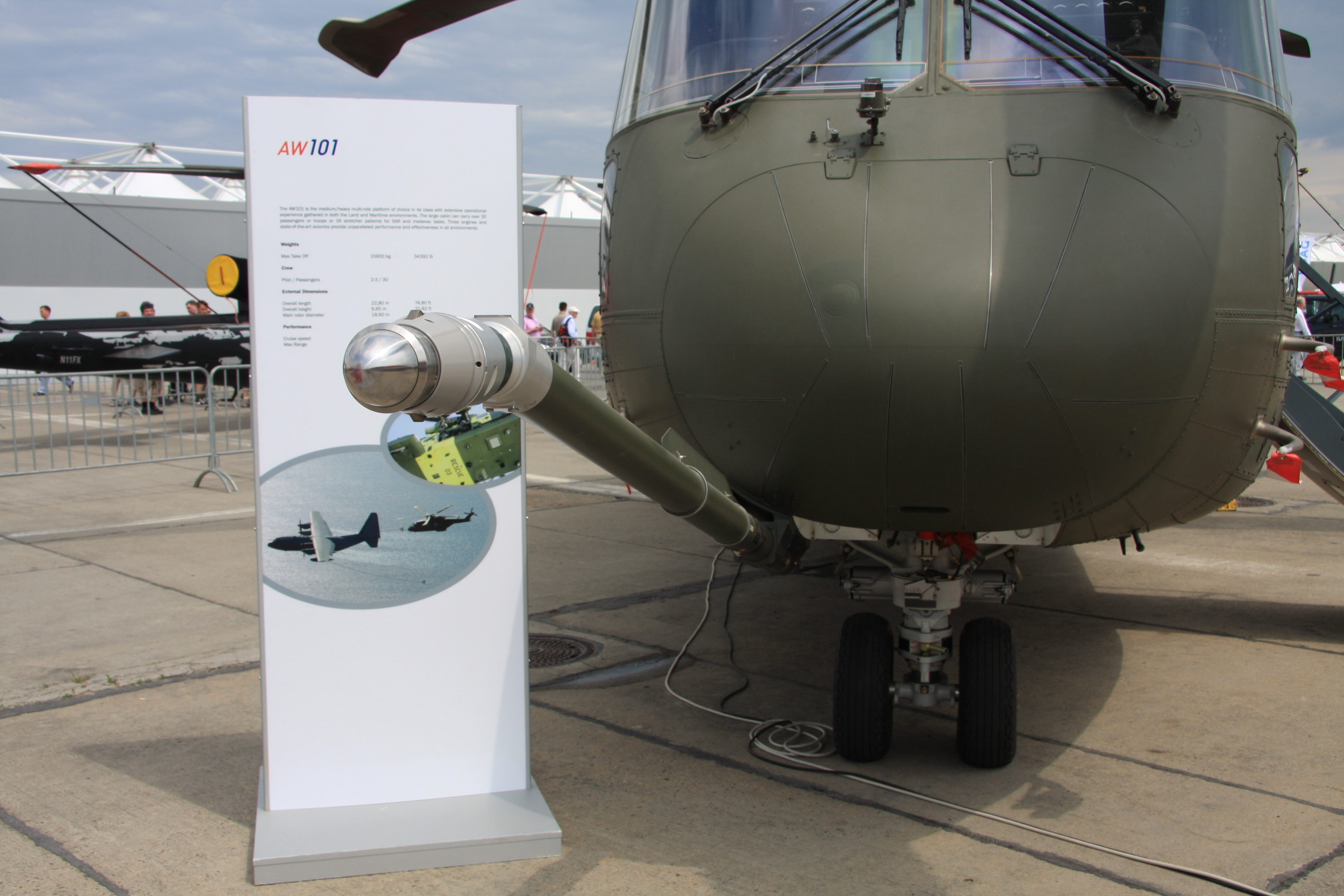
Die Tanksonde des AgustaWestland AW101

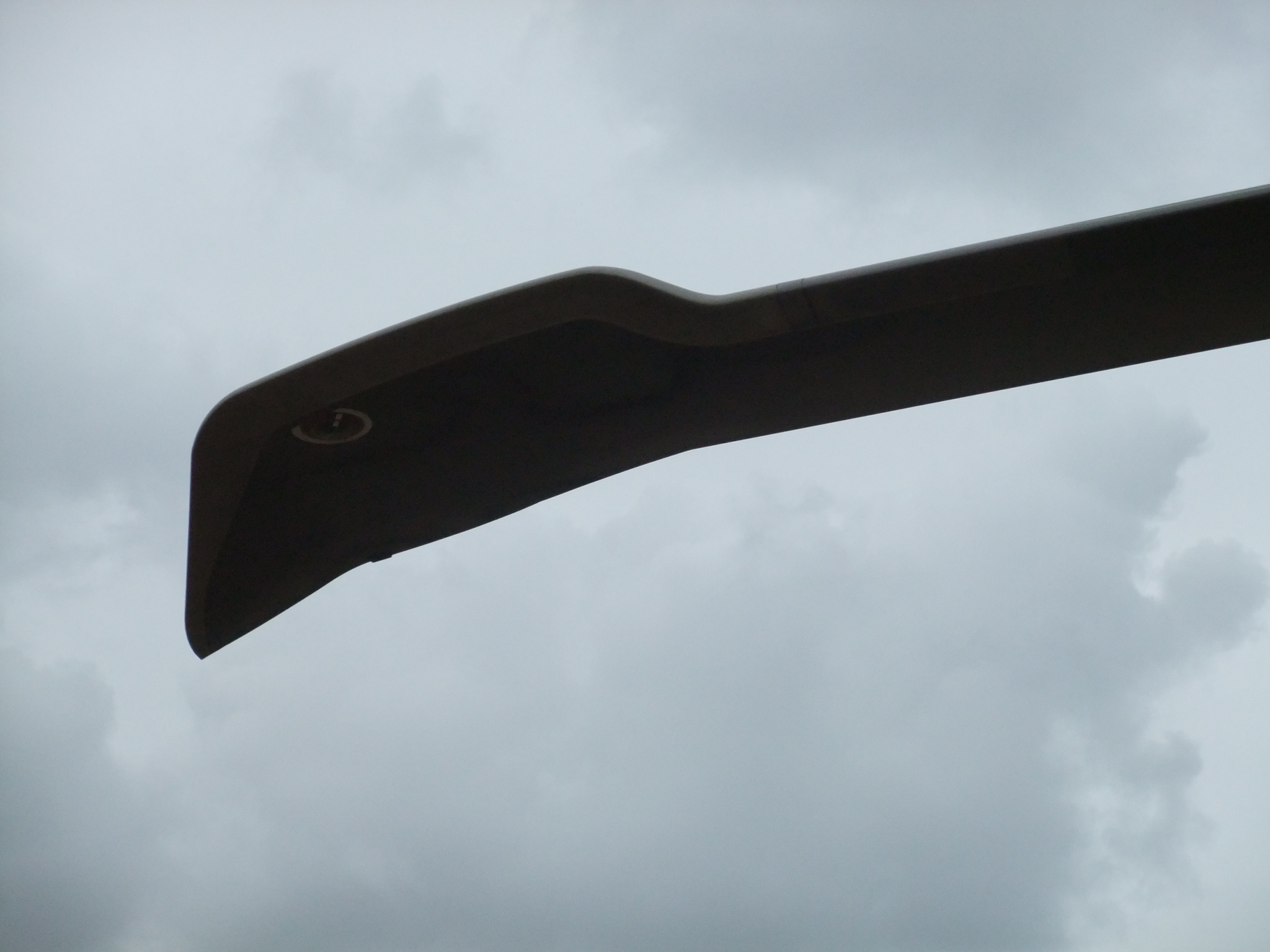
Schaufelförmiges Rotorblattende eines Merlin

1977 benötigte die Royal Navy einen neuen U-Jagd-Hubschrauber als Ersatz für den Sea King. Westland stellte seinen Entwurf WG.34 vor, der 1978 auch für die Entwicklung ausgewählt wurde. Die italienische Marine benötigte ebenfalls für den Sea King einen Nachfolger und beauftragte damit Agusta, was allerdings zu großen Änderungen am WG.34-Konzept führte. So kam es zu Gesprächen zwischen den beiden Firmen und es wurde das Joint Venture EH Industries 1979 gegründet. Im Jahr 2000 fusionierten beide Unternehmen zu AgustaWestland.
Die offizielle Produktdefinitionsphase des EH101 begann im Juni 1981. Der Entwicklungsauftrag zum Bau von neun Prototypen wurde jedoch erst am 7. März 1984 unterschrieben. Am 9. Oktober 1987 fand der Erstflug des Prototyps in Yeovil statt. Die erste Bestellung des britischen Verteidigungsministeriums über 44 Maschinen ging am 9. Oktober 1991 ein.
Ende 1996 flog die erste Serienmaschine des Merlin HM Mk.1, wonach sich die Truppenerprobung über mehrere Jahre hinzog. Erst im Oktober 2001 wurde mit der 814 Squadron die erste Einsatzstaffel aufgestellt. Seit 2006 werden die nun AW101 genannten Hubschrauber der britischen Royal Navy als erste weltweit mit einem elektromechanischen Fly-by-Wire-System ausgestattet, das von BAE Systems entwickelt wurde.
Unter der Bezeichnung VH-71 „Kestrel“ sollte die AW101 die Marine-One-Hubschrauber des amerikanischen Präsidenten ablösen. Die Marine One sind bisher spezielle Varianten des UH-60 (VH-60N) und S-61 (VH-3D). Jedoch wurde dieses Vorhaben vom neuen US-Präsidenten Barack Obama wegen ausufernder Kosten zugunsten einer Nutzungsdauerverlängerung des Sikorsky S-61 aufgegeben.
Die AW101-Hubschrauber werden in den Leonardo-Werken im italienischen Cascina Costa und englischen Yeovil produziert.

## Varianten

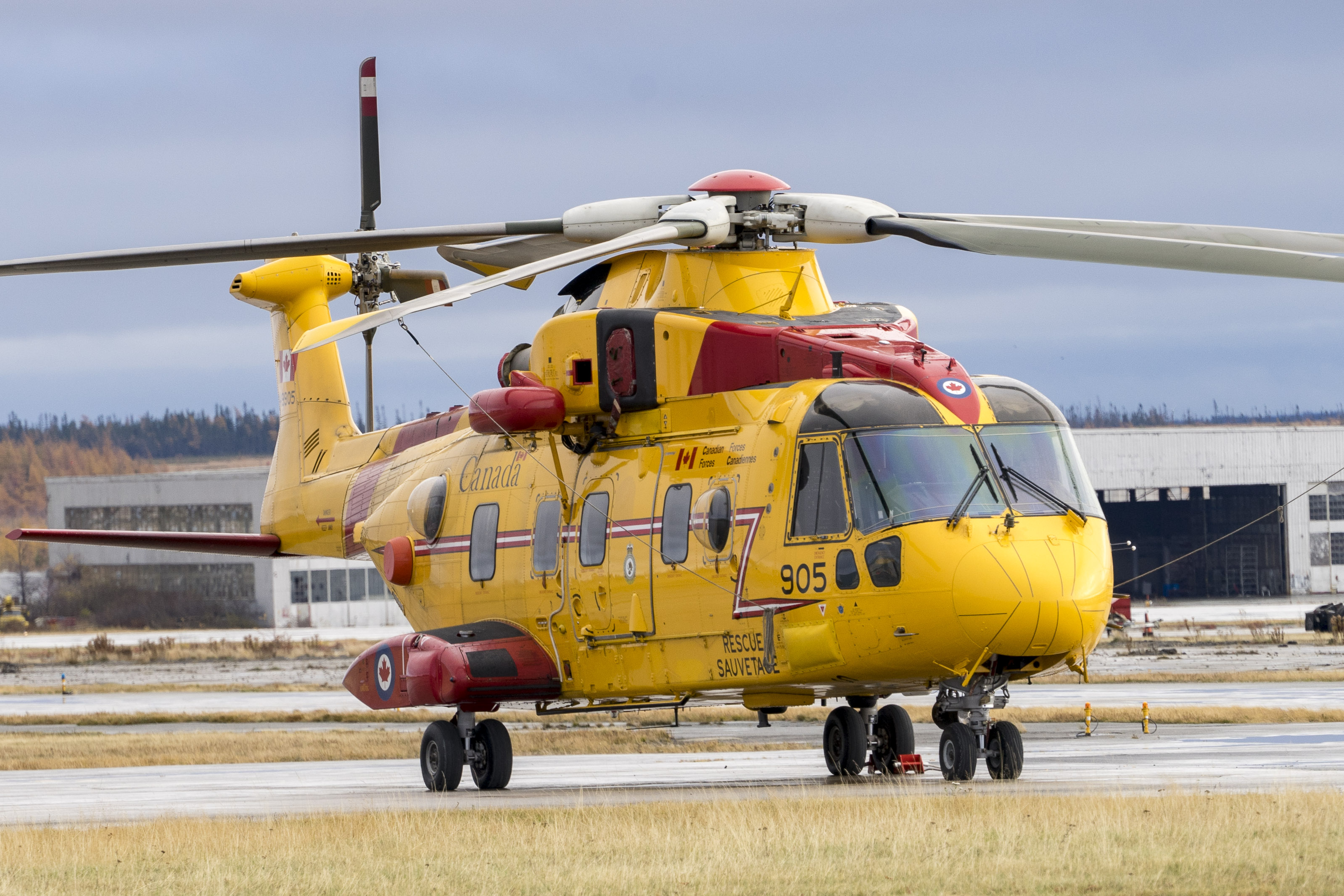
SAR-Variante CH-149 Cormorant der kanadischen Streitkräfte, Gander 2017

EHI 01 Series 100
ursprüngliche Bezeichnung des Basishubschraubers – die Zahl 101 entstand durch einen Abschriftfehler, als das I als 1 vor die Zahl rutschte.
EH 101 Series 110
SH-101A, ASW-Variante der Marina Militare Italiana mit Radarverkleidung unter dem Rumpf für die rotierende Antenne des Eliradar APS-784. Ausstattung enthält auch das HELRAS-Mk.2-Sonar, GPS, TACAN, Radarwarnempfänger FLIR Safire, sowie Torpedos MU-90/Mk 46 bzw. Marte Mk 2/S Anti-Schiff-Lenkwaffen und MS500-Wasserbomben.
EH 101 Series 111
Merlin HM.1, ursprünglicher Standard der britischen Marine zur U-Boot- und Schiffbekämpfung (engl. ASW), 44 neugebaute Exemplare
Merlin HM.2 im Rahmen des Merlin Capability Sustainment Programme (MCSP), 30 umgerüstete HM Mk.1
EH 101 Series 112
EH-101A, AEW-Variante der Marina Militare Italiana mit APS-784-Radar, jedoch mit größerer Antenne in einem größeren Radom als die Series-110-Variante. Auch als HEW bezeichnet. Die AEW-Ausrüstung wurde später entfernt und die Helikopter zur Unterstützung für amphibische Einsätze umgerüstet.
EH 101 Series 200
Mehrzweckmodell für Marineaufgaben ohne Heckrampe
EH 101 Series 300 (Heliliner)
Zivile Passagierausführung
EH 101 Series 400
Baureihe für Heeresaufgaben mit Heckrampe
EH 101 Series 410
UH-101A, Mehrzweck-Hubschrauber der Marina Militare Italiana (TTH), einfache Version mit Heckrampe
EH 101 Series 411
Merlin HC.3, Mehrzweck-Hubschrauber der britischen Royal Air Force (RAF), 22 Stück, 2014 Transfer an die Royal Navy (RN)
Merlin iHC.3, Mehrzweck-Hubschrauber der RN, leicht verbesserte bordtaugliche Umbauten als Zwischenschritt zur Version HC.4, 7 umgebaute HC.3
Merlin HC.4, Commando-Hubschrauber für die Royal Marines, im Rahmen des MCSP-Programm (siehe Merlin HM Mk.2) umgebaute HC Mk.3/iHC.3 der RN, inklusive Nachrüstung klappbarer Rotoren und Heckausleger, Korrosionsschutz, verstärktes Fahrwerk, Verzurrpunkte, Abseilvorrichtung sowie dem Glascockpit analog dem Merlin HM Mk.2, 19 Stück insgesamt (12 umgerüstete HC.3 und 7 iHC.3)
EH 101 Series 413
Mehrzweck-Hubschrauber (ASH) der Marina Militare Italiana. Modernste Version für den Einsatz von Spezialtruppen mit APS-717 in der neu gestalteten Nase und FLIR sowie Radarwarnempfänger (ELT/156X), Laserwarner (RALM 01/V2) und Lenkwaffensensor (EADS MILS). Dazu kommen noch ein ILS und ein Laserradar von Galileo für die Hinderniswarnung und Vorkehrungen für eine Luftbetankungssonde sowie ein optionales 12,7-mm- und zwei 7,62-mm-MG.
EH 101 Series 500
Zivile Passagierausführung mit Heckrampe
EH 101 Series 510
Mehrzweck-Hubschrauber-Variante der Präfekturpolizei Tokio
EH 101 Series 511
AW520 bzw. CH-149 Cormorant, SAR-Variante der Royal Canadian Air Force (RCAF)
EH 101 Series 512
Mehrzweck/SAR-Hubschrauber-Variante für die Dänischen Luftstreitkräfte, 6 Exemplare
Merlin HC Mk.3A, Mehrzweck-Hubschrauber der RAF, 6 Exemplare von Dänemark übernommen, 2014 an die RN abgegeben
Merlin HC Mk.4A, Commando-Hubschrauber für die Royal Marines, umgerüstete HC Mk.3A analog der Version HC.Mk.4, 6 Exemplare
EH 101 Series 514
SAR-Variante der Força Aérea Portuguesa (FAP)
EH 101 Series 515
CSAR-Variante der FAP
EH 101 Series 516
Fischereiüberwachungs-(SIFICAP-)Variante der FAP
EH 101 Series 611
HH-101A Caesar, CSAR-Variante der italienischen Aeronautica Militare
EH 101 Series 612
SAR-Variante der norwegischen Luftstreitkräfte
EH 101 Series 614
SAR- und U-Jagd-Variante der polnischen Marine
AW 101 Series 643
VVIP (Präsidentenmaschine)-Variante der turkmenischen Luftwaffe
CH-101 / MCH-101 (AW101 Series 518)
Transport- und Minenräumversion-Variante des MEXT und der japanischen Marine (auch KHI-101, da die meisten Exemplare von KHI gebaut wurden)
VH-71A „Kestrel“ (AW101 Series 519)

War die geplante VIP-Transportversion für das USMC, um den US-Präsidenten und dessen Stab zu befördern. Am 22. September 2008 hatte die erste Maschine des Increment-1-Standards ihren Erstflug. Das Programm wurde allerdings aus Kostengründen eingestellt.

## Nutzer

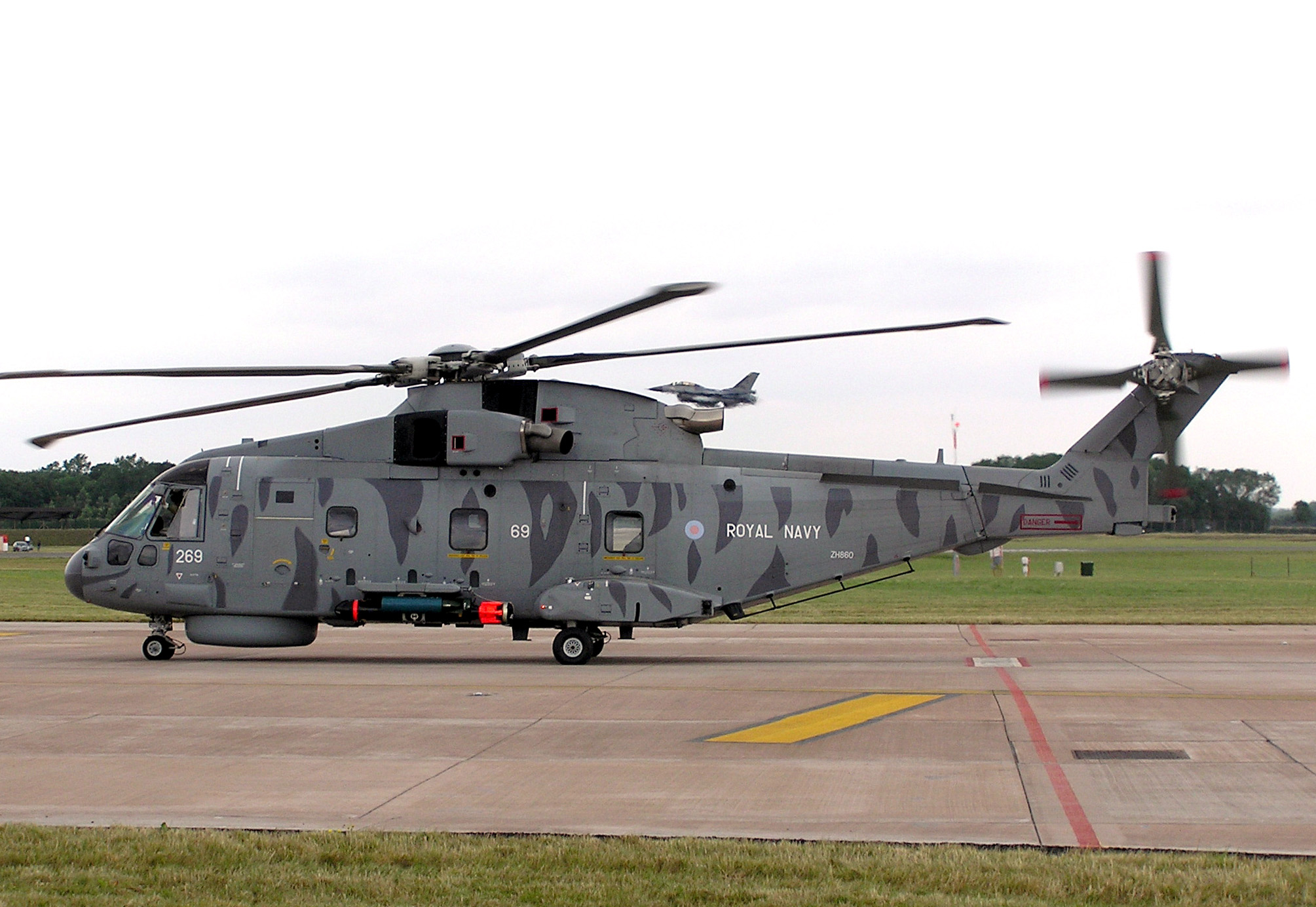
„Merlin“-Hubschrauber der britischen Royal Navy

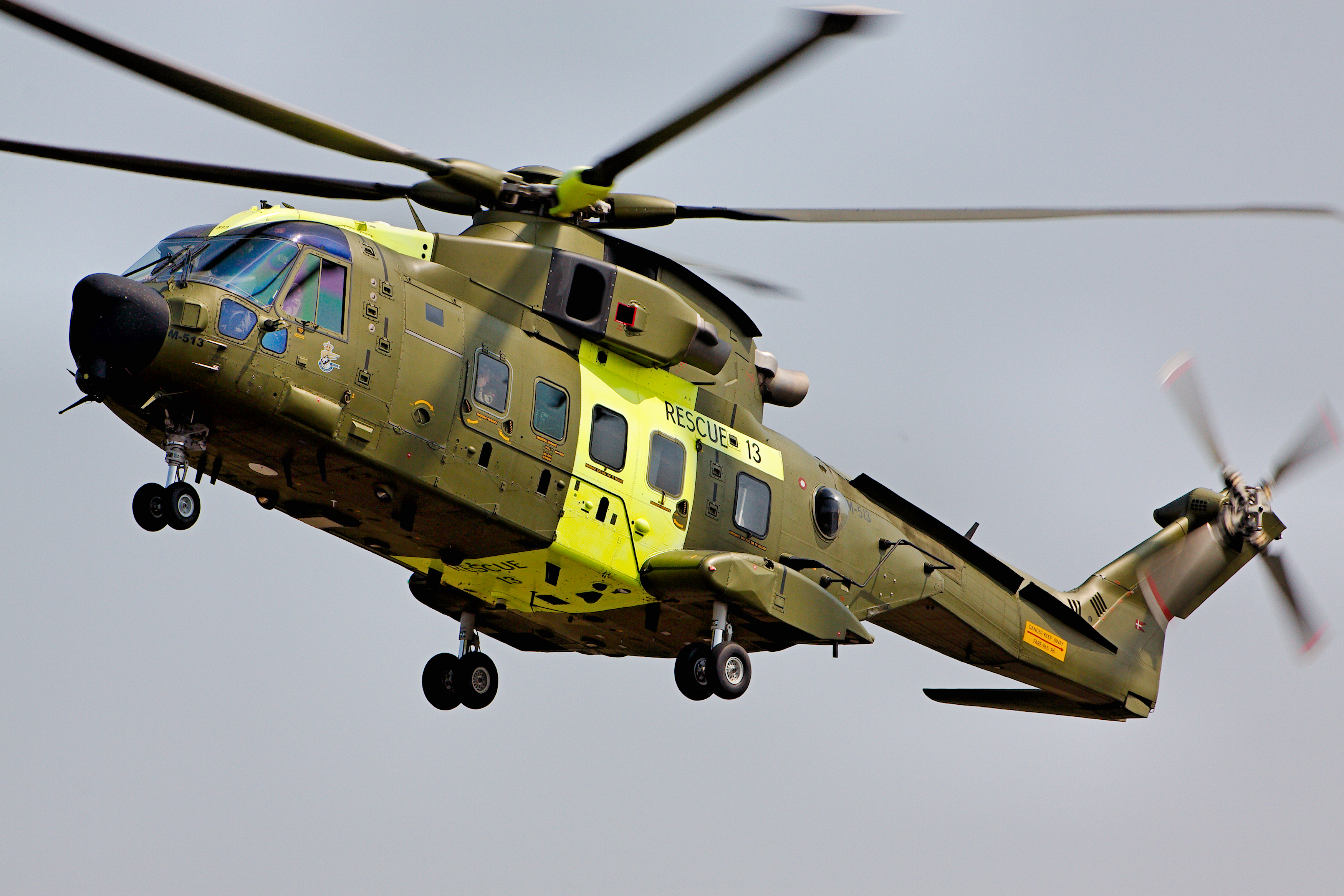
AW101 der dänischen Luftstreitkräfte, RIAT 2013

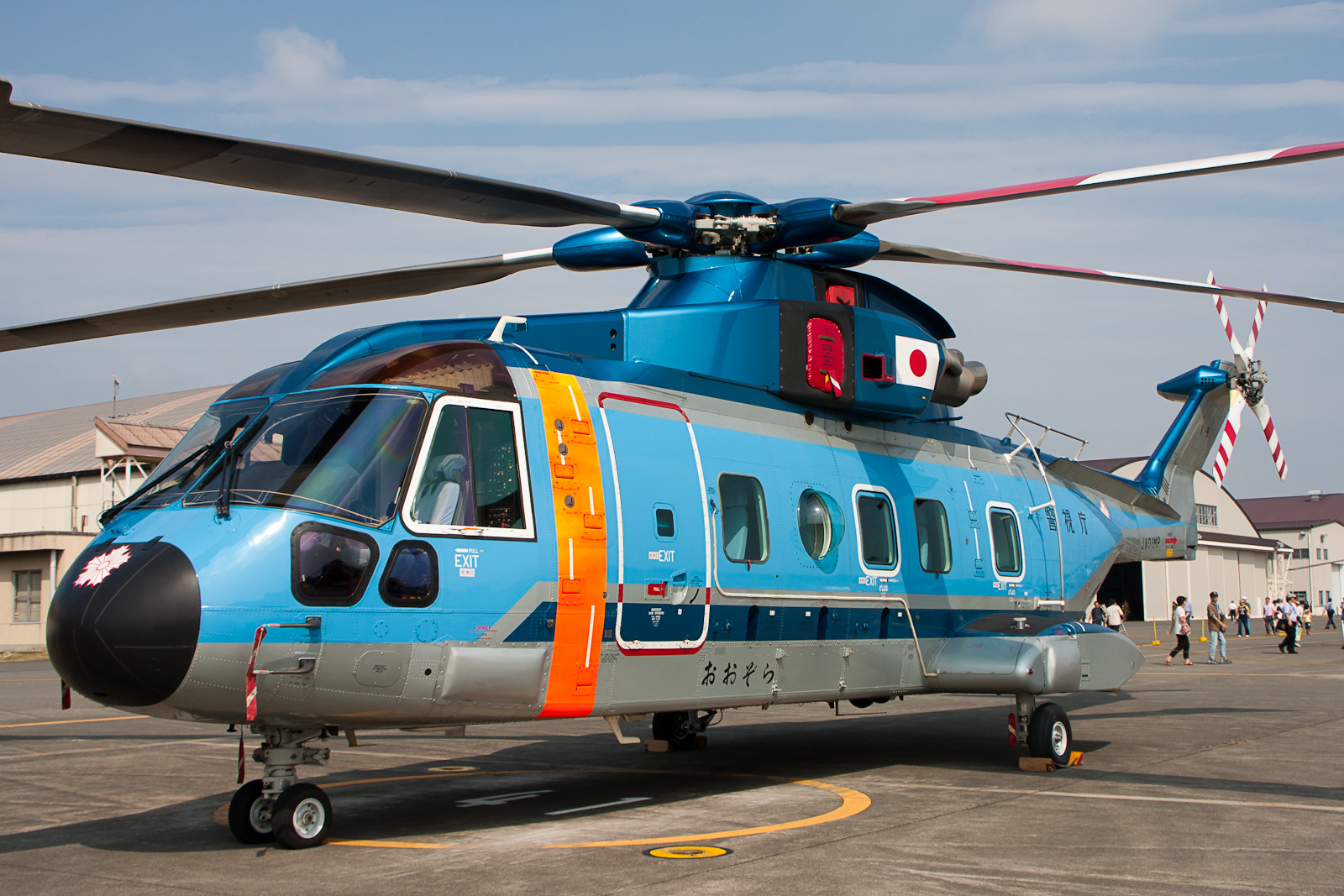
AW101 der Polizei Tokio

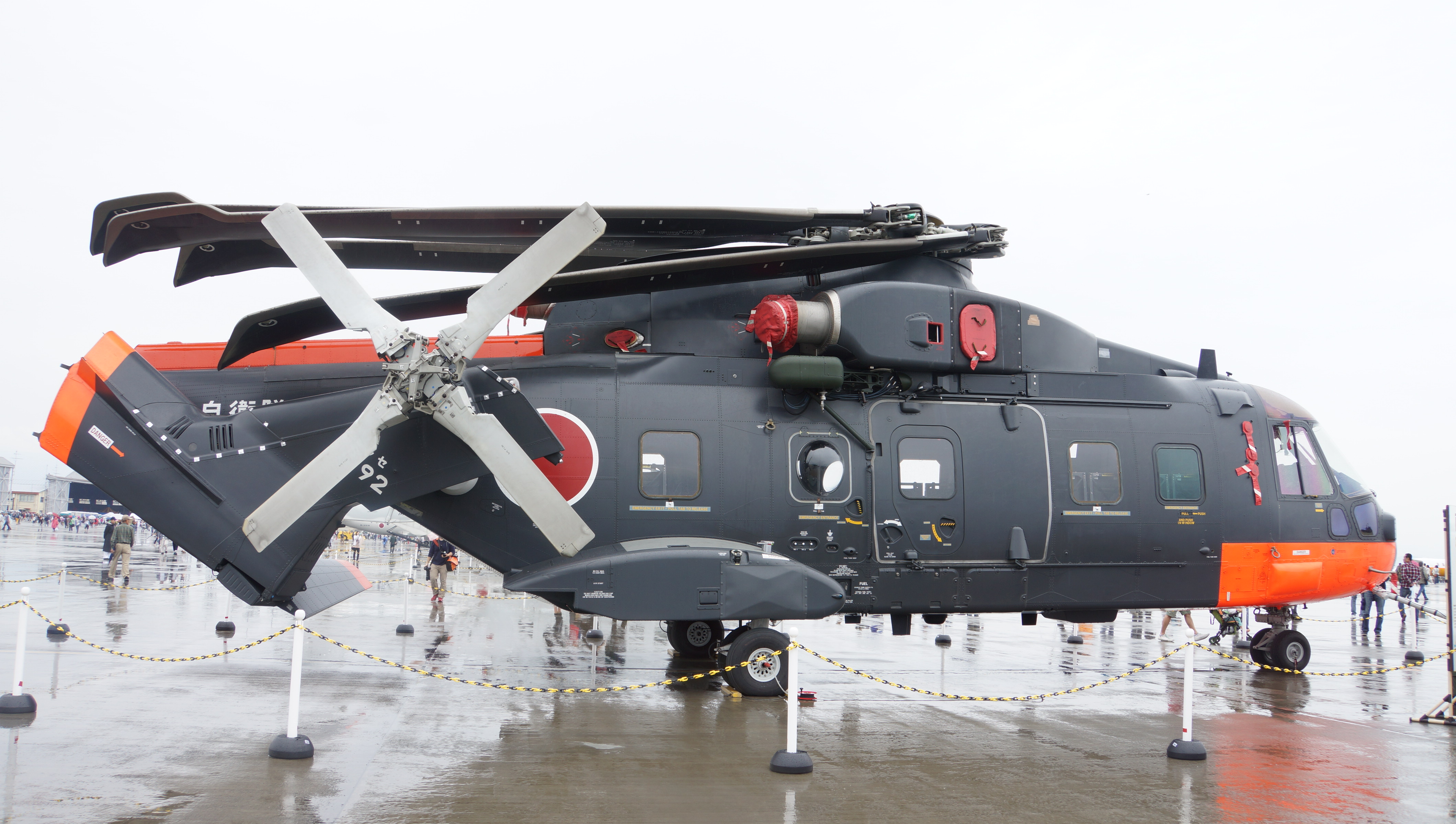
Kawasaki CH-101 mit gefaltetem Leitwerksträger und Hauptrotor

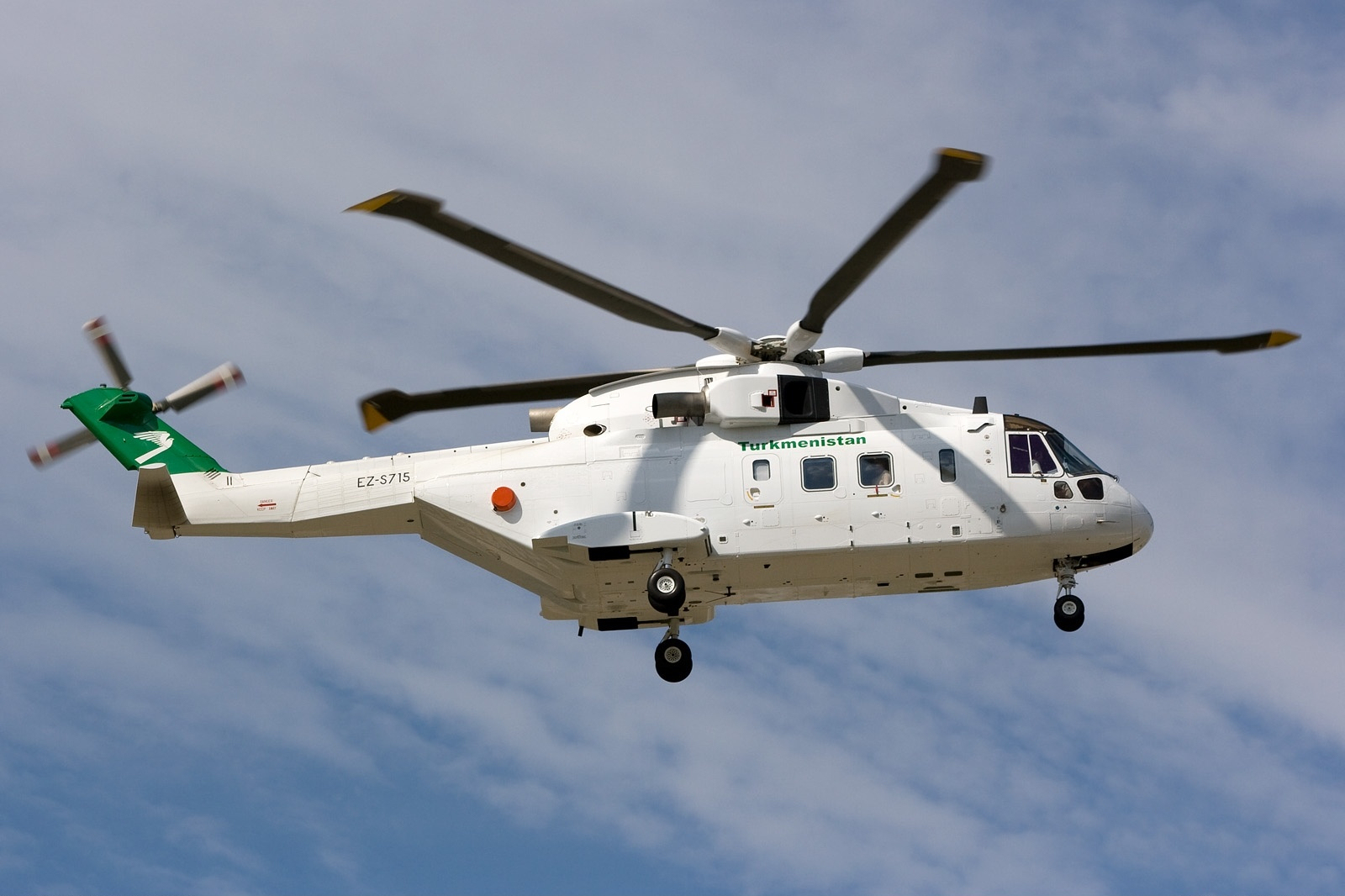
AW101 der turkmenischen Luftstreitkräfte

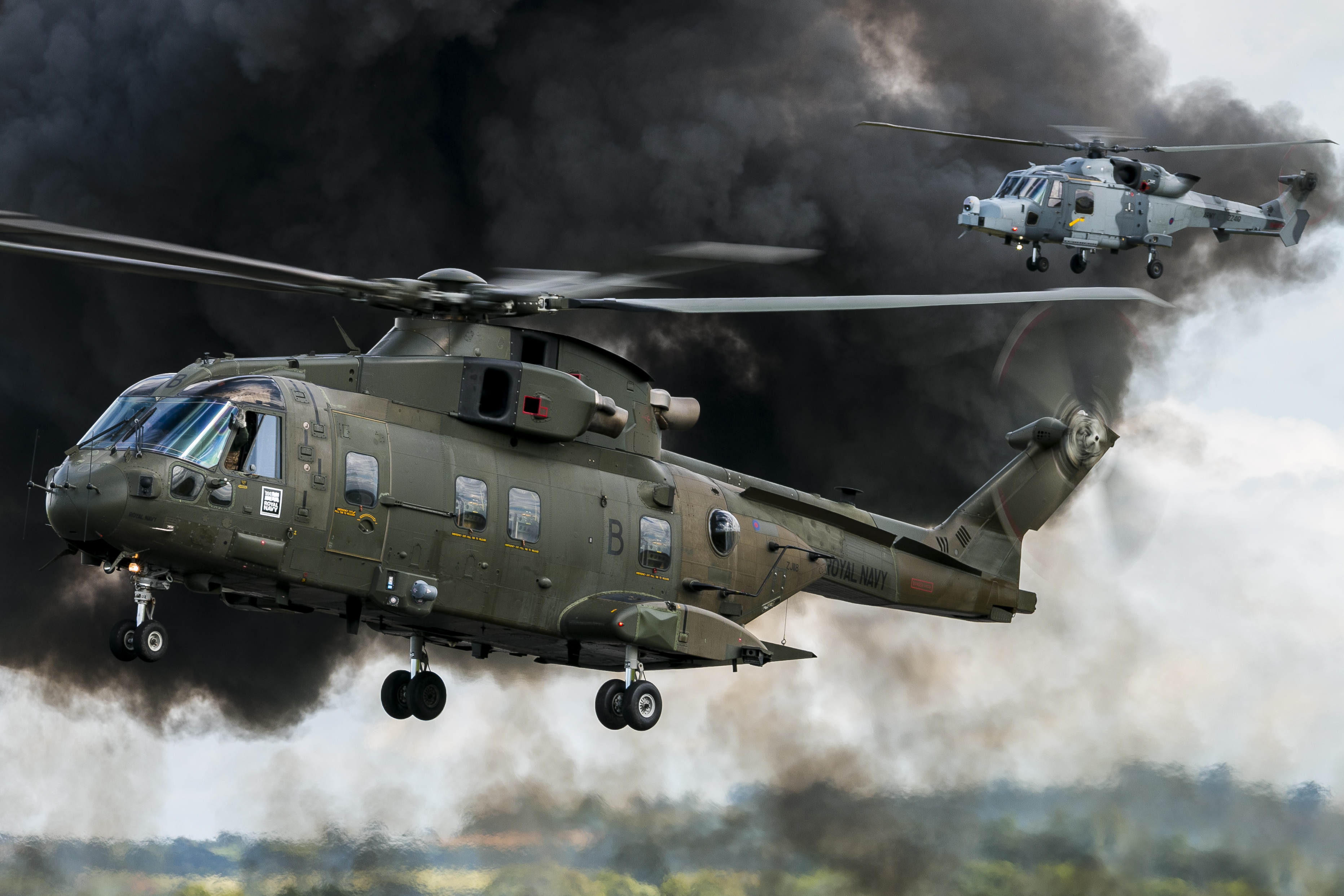
HC.3-3A Commando Merlin der britischen Marine

Algerien
Luftstreitkräfte: 2 AW101 VVIP (im Zulauf)
Marine: 6 AW101 (im Zulauf)
 Dänemark
Dänische Luftstreitkräfte: 14 AW101 Merlin Srs 512
 Italien
Marina Militare Italiana: 21, 8 AW101 Srs 110/SH-101A, 4 AW101 Srs 112/EH-101A, 8 AW101 Srs 410/UH-101A (plus 4 Optionen, Zulauf bis 2020)
Aeronautica Militare Italiana: 12 AW101 Srs 611 HH-101A (Zulauf ab Ende 2014)
 Indien
Indische Luftwaffe: 0 AW101 VVIP (12 Exemplare fest bestellt, wegen Korruptionsvorwürfen 2014 wieder abbestellt)
 Japan
Kaijō Jieitai: 15, 1 AW101 Srs 510 für die Tokioter Polizei, 14 AW101 Srs 518 / MCH-101 Merlin
 Kanada
Royal Canadian Air Force: 15 AW101 Srs 511 / CH-149 Cormorant (plus 9 VH-71 als Ersatzteilspender), bis zu 7 weitere geplant
 Nigeria
Luftstreitkräfte: 2  AW101 VVIP (im Zulauf)
 Norwegen
Königliche Norwegische Luftwaffe (Luftforsvaret): 16 AW101 (plus 6 Optionen, Zulauf seit Ende 2017)
 Polen
Polnische Marine: 4 AW101 Srs 614 (Zulauf seit 2023)
 Portugal
Força Aérea Portuguesa: 12, 6 EH-101 Srs 514, 4 EH-101 Srs 515, 2 EH-101 Srs 516
 Saudi-Arabien
Königliche Saudische Luftwaffe: 2 AW101 VVIP (bestellt 2009)
 Turkmenistan
Turkmenische Luftwaffe: 2 AW101 VVIP Merlin Srs 643
 Vereinigtes Königreich
Royal Navy: 69, 44 AW101 Srs 411 Merlin HM.1, 30 Srs 411 Merlin HM.2, 19 AW101 Srs 111 Commando Merlin HC.4, 6 AW101 Srs 512 Merlin HC.4A
Royal Air Force: 28, 22 AW101 Srs 111 Merlin HC.3, 6 AW101 Srs 512 Merlin HC.3A

## Technische Daten
| Kenngröße                 | Daten | Daten |
| ------------------------- | --- | --- |
| Besatzung                 | vier | vier |
| Kapazität                 | 36 Mann sitzend, 50 stehend oder 16 Tragen für den Einsatz als MedEvac-Hubschrauber                                                                                                  | 36 Mann sitzend, 50 stehend oder 16 Tragen für den Einsatz als MedEvac-Hubschrauber                                                                                                  |
| Länge                     | 22,81 m (19,95 m Rumpflänge) | 22,81 m (19,95 m Rumpflänge) |
| Höhe                      | 6,65 m | 6,65 m |
| Hauptrotordurchmesser     | 18,59 m | 18,59 m |
| Heckrotordurchmesser      | 4,01 m | 4,01 m |
| Hauptrotorfläche          | 271 m² | 271 m² |
| Kabinenlänge              | 7,09 m | 7,09 m |
| max. Kabinenhöhe          | 1,83 m | 1,83 m |
| Kabinenbreite             | 2,49 m | 2,49 m |
| Leermasse                 | 10.500 kg | 10.500 kg |
| max. Startmasse           | 14.600 kg | 14.600 kg |
| Treibstoff                | 3222 l (normal), 5370 l (maximal) (Sonde zur Luftbetankung vorhanden) | 3222 l (normal), 5370 l (maximal) (Sonde zur Luftbetankung vorhanden) |
| Außenlast                 | max. 4545 kg | max. 4545 kg |

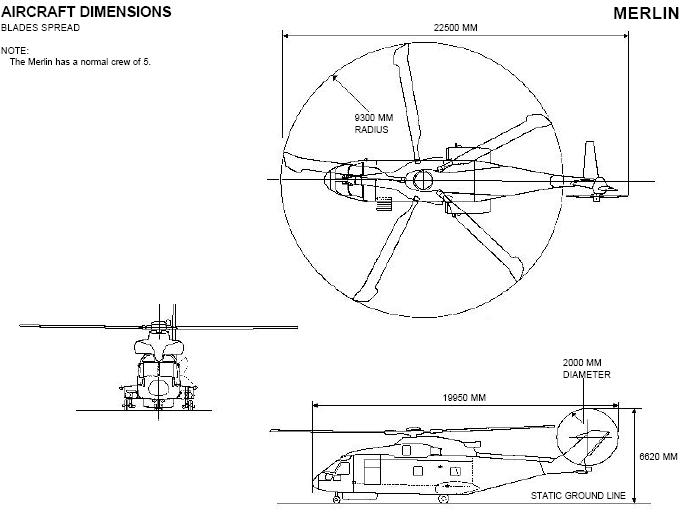
Abmessungen des AW101

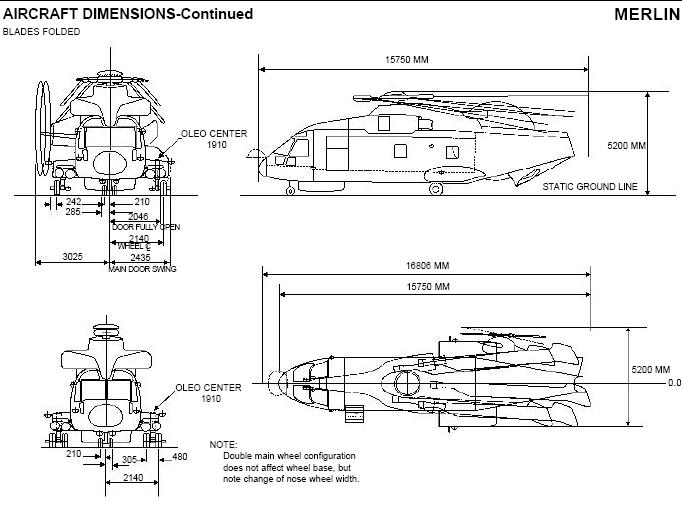
AW101 mit gefalteten Rotorblättern

| Triebwerk                 | 3 × Wellentriebwerke Rolls-Royce/Turbomeca RTM322-01, je 1725 kW (2312 shp) Notleistung und 1394 kW / 1868 shp Dauerleistung oder drei General Electric CT7-6 mit 1491 kW / 2000 shp | 3 × Wellentriebwerke Rolls-Royce/Turbomeca RTM322-01, je 1725 kW (2312 shp) Notleistung und 1394 kW / 1868 shp Dauerleistung oder drei General Electric CT7-6 mit 1491 kW / 2000 shp |
| Höchstgeschwindigkeit     | 309 km/h | 309 km/h |
| max. Reisegeschwindigkeit | 278 km/h | 278 km/h |
| Steigrate                 | 9,98 m/s | 9,98 m/s |
| Schwebeflughöhe           | 2225 m / 1128 m (mit/ohne Bodeneffekt) | 2225 m / 1128 m (mit/ohne Bodeneffekt) |
| Dienstgipfelhöhe          | 4575 m | 4575 m |
| Reichweite                | AW101 | 927 km |
| Reichweite                | Merlin HM.1, ASW-Hubschrauber der Royal Navy | 370 km |
| max. Einsatzdauer         | 4 h 50 min | 4 h 50 min |

## Bewaffnung

### Intern
Auf Drehkugellafetten an fünf verschiedenen geöffneten Kabinenfenstern, Türen oder der Heckklappe können mitgeführt werden:
- 3 × 7,62-mm-Maschinengewehre FN L7A2 GPMG mit mehreren Gurtkästen zu je 200 Schuss Munition
- 3 × 12,7-mm-Maschinengewehre Manroy Engineering L11A1 (M3M) mit mehreren Gurtkästen zu je 100 Schuss Munition
- 3 × 7,62-mm-Gatling-Maschinengewehre Dillon Aero M134D (GAU-2/A) mit je einem Gurtkasten zu 4400 Schuss Munition

### Extern
Bei den Merlin-HM-Varianten können an vier externen Unterflügelstationen unter zwei Aufhängeplatten mitgeführt werden:
Torpedos
- 2 × Alliant-Techsystems-Torpedo Mk.46 Mod 5
- 4 × (Marconi) BAe Systems Sting-Ray-Torpedo (267 kg, ausschließlich gegen U-Boote einsetzbar)
- 4 × BAe-Wasserbombe Mk 11 Mod.3 (960 kg)
- 2 × A244/S-Torpedo Whitehead Moto Fides

Seezielflugkörper
- 2 × MBDA Marte 2 – radargelenkt

## Selbstverteidigungssysteme
- 4 × Täuschkörperwerfer BAE AN/ALE-47 am Heck der Hauptfahrwerksausleger
- 2 × Infrarot-Störstrahler Northrop Grumman Nemesis AN/AAQ-24 DIRCM (Directional Infrared Counter Measures) beidseits vor Seitentür
- 4 × Radarwarnsensoren
- 4 × Laserwarnsensoren
- 4 × Lenkwaffenwarnsensoren